# آلکیشتنزی
آلکیشتنزی (به آلمانی: Aalkistensee) یک دریاچه در آلمان است که در ماولبرون واقع شده‌است.